# فندق دريك

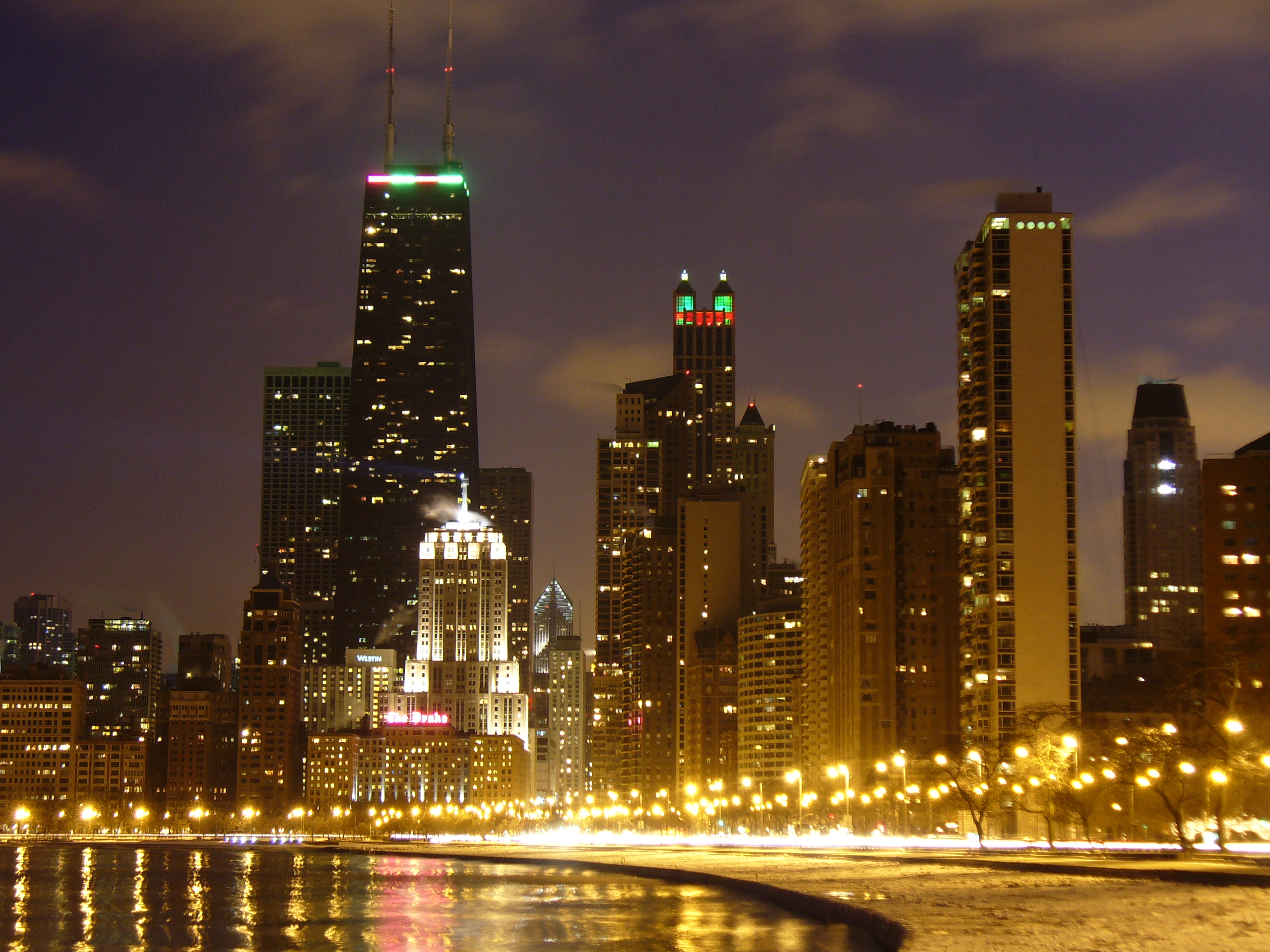
The pink neon sign at the bottom-center-left of this picture marks "The Drake"

فندق دريك الواقع في 140 شرق والتون بليس في مدينة شيكاغو، ولاية إلينوي، هو فندق فاخر متكامل الخدمات يقع وسط المدينة على شاطئ بحيرة ميشيغان على بعد شارعين شمالي مركز جون هانكوك وعلى بعد شارع باتجاه الجنوب من شاطئ شارع  أوك في الجزء العلوي من حي ميشيغان مايل. وقد تأسس فندق دريك الذي يطل على بحيرة ميشيغان في عام 1920، حيث تم تصميمه وفق طراز عصر النهضة الإيطالي من قبل شركة مارشال وفوكس، وسرعان ما أصبح أحد الفنادق البارزة في شيكاغو كما إنه منافس لفندق بالمر هاوس منذ مدة طويلة. ويحتوي الفندق على 537 غرفة نوم، 74 جناح، جناح رئاسي مؤلف من ستة غرف، عدة مطاعم، صالتين كبيرتين للحفلات
إضافةً إلى «بالم كورت» (وهو قاعة منفردة شبيهة بالنادي)، والنادي الدولي (وهو نادي للأعضاء فقط افتتح في أربعينيات القرن الماضي).

## لمحة تاريخية
حصل الجيل الثاني من مالكي الفندق تريسي دريك وجون دريك (1872-1964) على الملكية من تركة بوتر بالمر في عام 1916.وقد تم تمويل البناء من قبل مجموعة من أصدقاء العائلة ومن بينهم أفراد عائلات بالمر، آرمر، سويفت وماكورميك إضافةً إلى مهندسي الفندق المعماريين بنيامين مارشال وتشارلز فوكس. حيث بلغت كلفته 10 ملايين دولار أمريكي بما في ذلك الأرض والبناء والتأثيث وهو ما يعادل 120 مليون دولار أمريكي في الوقت الحاضر.
عند الانتهاء منه، شكل فندق دريك صلة وصل بين منطقة جولد كوست السكنية الحديثة ومنطقة شمال شارع ميشيغان التجارية الجديدة. حيث سمح المدخل الرئيسي لوالتون بليس في الفندق بتجنب الفوضى في الشارع التجاري وأتاح وصول المزيد من المركبات. وقد حافظ الاخوة دريك على سمعة العائلة باعتبارها ركيزةً أساسية من ركائز الحياة الاجتماعية والتجارية والسياسية في شيكاغو حيث تمتلك هذه العائلة وتدير أبرز فندقين في المدينة باعتبارهما من أساسات شارع ميشيغن. (انظر فندق بلاكستون.)

## الزوار البارزين
لقد تردد إلى فندق دريك العديد من رؤساء الدول ومختلف المشاهير وشخصيات دولية وشخصيات أوروبية أرستقراطية (حيث كان بعضهم من المقيمين على المدى الطويل) منذ افتتاحه في عام 1920. وقد شملت قائمة النزلاء البارزين ونستون تشرشل، إليانور روزفلت، الرئيس هربرت هوفر، الرئيس دوايت أيزنهاور، الأمير تشارلز وديانا، أميرة ويلز (ولو بشكل منفصل)، اليزابيث تايلور، جودي غارلاند، هيو هيفنر، وولت ديزني، فرانك سيناترا، دين مارتن، تشارلز يندبيرغ، الماركيز والماركيزة كيارامونتي - راغوزا. الأمير فيليكس يوسوبوف، الرئيس الأوكراني فيكتور يوشينكو، الملك حسين ملك الأردن، رئيس وزراء الهند الأول نهرو، جوليا روبرتس والذين قاموا بحفر الأحرف الأولى من أسمائهم على اللوح الخشبي الموجود في غرفة كيب كود خلال زياراتهم حيث لا يزال بالإمكان مشاهدتها حتى اليوم.

## في الثقافة الشعبية
تم تصوير مشاهد من أفلام ريسكي بيزنس، ماي بيست فرندس ويدنغ، هيرو، وات ويمن وونت، كونتيننتال ديفايد، فلاغز اوف آور فاذرز، ويكر بارك وميشين إمبوسيبل. حيث أشار فيلم ميشين إمبوسيبل إلى أن الممثل جون فويت أحد شخصيات الفيلم كان قد أقام في الفندق لمدة قصيرة قبل البدء بتصوير أحداث الفلم. كما أشير إلى الفندق في الموسم الرابع من مسلسل بريزن بريك الذي لاقى استحساناً كبير.
كان الفندق ولا يزال نقطة جذب سياحية هامة. وكثيراً ما يستقطب زوار شيكاغو لتناول شاي بعد الظهر، وهي عادة ترجع إلى عام 1840. حيث زارته كل من امبراطورة اليابان والأميرة ديانا والملكة إليزابيث الثانية. ويتم تقديم الشاي في مطعم ذا بالم كورت الأبيض بالكامل. ويتميز الفندق بتقديم مزيج خاص من الشاي يصنع حسب الطلب في «بالم كورت» حيث يتم تركيبه من أربعة أنواع من الشاي وهي: شاي أسام الهندي وإضافات الشيكولاته من شاي كيمون الصيني والشاي السيلاني وشاي فورموزا الصيني التقليدي. كما يتم عزف موسيقى القيثارة من الأربعاء إلى الأحد. وفي عام 2013، صنفت صحيفة يو إس إيه توداي فندق دريك كأحد أفضل الفنادق لتناول شاي بعد الظهر في البلاد.